# Москаленко Володимир Васильович (військовик)
Володи́мир Васи́льович Москале́нко (3 вересня 1976 — 19 серпня 2014) — рядовий батальйону патрульної служби міліції особливого призначення «Шахтарськ», учасник російсько-української війни.

## З життєпису
Народився 1976 року в місті Маріуполь.
В часі війни — міліціонер, батальйон патрульної служби міліції особливого призначення «Шахтарськ».
Загинув 19 серпня 2014 року під час боїв за визволення Іловайська. Тоді ж полягли старший сержант Курочка Анатолій Михайлович та рядовий міліції Горячевський Олександр Олександрович.
Прах Володимира розвіяно над Азовським морем.

## Нагороди та вшанування
- 14 листопада 2014 року за особисту мужність і героїзм, виявлені у захисті державного суверенітету та територіальної цілісності України, вірність військовій присязі під час російсько-української війни, відзначений — нагороджений орденом «За мужність» III ступеня (посмертно).
- Вшановується 19 серпня на щоденному ранковому церемоніалі вшанування українських захисників, які загинули цього дня у різні роки внаслідок російської збройної агресії[1]
- Його портрет розміщений на меморіалі «Стіна пам'яті полеглих за Україну» у Києві: секція 3, ряд 2, місце 10.
- Почесний громадянин міста Маріуполя (рішення міської ради Маріуполя від 30 червня 2015 року; посмертно).